# Liste des titres musicaux numéro un en Allemagne en 1965
Cette page liste les titres numéro un dans les meilleures ventes de disques en Allemagne pour l'année 1965 selon Media Control Charts. 
Les classements sont issus des 100 meilleures ventes de singles et des 100 meilleures ventes d'albums. Ils se déroulent du vendredi au jeudi, et sont publiés le mardi par l'industrie musicale allemande.

## Classement des singles
| №  | Date         | Artiste                       | Titre                               |
| -- | ------------ | ----------------------------- | ----------------------------------- |
| 1  | 2 janvier    | Ronny (de)                    | Kleine Annabell                     |
| 2  | 9 janvier    | Ronny (de)                    | Kleine Annabell                     |
| 3  | 16 janvier   | Roy Orbison                   | Oh, Pretty Woman                    |
| 4  | 23 janvier   | Roy Orbison                   | Oh, Pretty Woman                    |
| 5  | 30 janvier   | Cliff Richard                 | Das ist die Frage aller Fragen      |
| 6  | 6 février    | Cliff Richard                 | Das ist die Frage aller Fragen      |
| 7  | 13 février   | Cliff Richard                 | Das ist die Frage aller Fragen      |
| 8  | 20 février   | Cliff Richard                 | Das ist die Frage aller Fragen      |
| 9  | 27 février   | Ronny                         | Kleine Annabell                     |
| 10 | 6 mars       | Ronny                         | Kleine Annabell                     |
| 11 | 13 mars      | Bernd Spier                   | Das war mein schönster Tanz         |
| 12 | 20 mars      | Bernd Spier                   | Das war mein schönster Tanz         |
| 13 | 27 mars      | Petula Clark                  | Downtown                            |
| 14 | 3 avril      | Petula Clark                  | Downtown                            |
| 15 | 10 avril     | Petula Clark                  | Downtown                            |
| 16 | 17 avril     | Petula Clark                  | Downtown                            |
| 17 | 24 avril     | Petula Clark                  | Downtown                            |
| 18 | 1er mai      | Petula Clark                  | Downtown                            |
| 19 | 8 mai        | Petula Clark                  | Downtown                            |
| 20 | 15 mai       | Petula Clark                  | Downtown                            |
| 21 | 22 mai       | The Rolling Stones            | The Last Time                       |
| 22 | 29 mai       | The Rolling Stones            | The Last Time                       |
| 23 | 5 juin       | The Rolling Stones            | The Last Time                       |
| 24 | 12 juin      | The Rolling Stones            | The Last Time                       |
| 25 | 19 juin      | Drafi Deutscher               | Heute male ich dein Bild, Cindy Lou |
| 26 | 26 juin      | Drafi Deutscher               | Heute male ich dein Bild, Cindy Lou |
| 27 | 3 juillet    | Drafi Deutscher               | Heute male ich dein Bild, Cindy Lou |
| 28 | 10 juillet   | Nini Rosso                    | Il Silenzio                         |
| 29 | 17 juillet   | Nini Rosso                    | Il Silenzio                         |
| 30 | 24 juillet   | Nini Rosso                    | Il Silenzio                         |
| 31 | 31 juillet   | Nini Rosso                    | Il Silenzio                         |
| 32 | 7 août       | Nini Rosso                    | Il Silenzio                         |
| 33 | 14 août      | Nini Rosso                    | Il Silenzio                         |
| 34 | 21 août      | Nini Rosso                    | Il Silenzio                         |
| 35 | 28 août      | Nini Rosso                    | Il Silenzio                         |
| 36 | 4 septembre  | Nini Rosso                    | Il Silenzio                         |
| 37 | 11 septembre | Nini Rosso                    | Il Silenzio                         |
| 38 | 18 septembre | Nini Rosso                    | Il Silenzio                         |
| 39 | 25 septembre | Nini Rosso                    | Il Silenzio                         |
| 40 | 2 octobre    | Sam the Sham and the Pharaohs | Wooly Bully                         |
| 41 | 9 octobre    | Sam the Sham and the Pharaohs | Wooly Bully                         |
| 42 | 16 octobre   | Sam the Sham and the Pharaohs | Wooly Bully                         |
| 43 | 23 octobre   | The Rolling Stones            | (I Can't Get No) Satisfaction       |
| 44 | 30 octobre   | The Rolling Stones            | (I Can't Get No) Satisfaction       |
| 45 | 6 novembre   | The Rolling Stones            | (I Can't Get No) Satisfaction       |
| 46 | 13 novembre  | The Rolling Stones            | (I Can't Get No) Satisfaction       |
| 47 | 20 novembre  | The Rolling Stones            | (I Can't Get No) Satisfaction       |
| 48 | 27 novembre  | The Rolling Stones            | (I Can't Get No) Satisfaction       |
| 49 | 4 décembre   | Drafi Deutscher               | Marmor, Stein und Eisen bricht      |
| 50 | 11 décembre  | Drafi Deutscher               | Marmor, Stein und Eisen bricht      |
| 51 | 18 décembre  | Drafi Deutscher               | Marmor, Stein und Eisen bricht      |
| 52 | 25 décembre  | Drafi Deutscher               | Marmor, Stein und Eisen bricht      |

## Classement des albums
| №  | Date         | Artiste                            | Titre                                     |
| -- | ------------ | ---------------------------------- | ----------------------------------------- |
| 1  | 2 janvier    | Karin Hübner, Paul Hubschmid, etc. | Bande originale allemande de My Fair Lady |
| 2  | 9 janvier    | Karin Hübner, Paul Hubschmid, etc. | Bande originale allemande de My Fair Lady |
| 3  | 16 janvier   | Karin Hübner, Paul Hubschmid, etc. | Bande originale allemande de My Fair Lady |
| 4  | 23 janvier   | Karin Hübner, Paul Hubschmid, etc. | Bande originale allemande de My Fair Lady |
| 5  | 30 janvier   | The Beatles                        | Beatles for Sale                          |
| 6  | 6 février    | The Beatles                        | Beatles for Sale                          |
| 7  | 13 février   | The Beatles                        | Beatles for Sale                          |
| 8  | 20 février   | The Beatles                        | Beatles for Sale                          |
| 9  | 27 février   | The Beatles                        | Beatles for Sale                          |
| 10 | 6 mars       | The Beatles                        | Beatles for Sale                          |
| 11 | 13 mars      | The Beatles                        | Beatles for Sale                          |
| 12 | 20 mars      | The Beatles                        | Beatles for Sale                          |
| 13 | 27 mars      | The Beatles                        | Beatles for Sale                          |
| 14 | 3 avril      | The Beatles                        | Beatles for Sale                          |
| 15 | 10 avril     | The Beatles                        | Beatles for Sale                          |
| 16 | 17 avril     | The Beatles                        | Beatles for Sale                          |
| 17 | 24 avril     | The Beatles                        | Beatles for Sale                          |
| 18 | 1er mai      | Karin Hübner, Paul Hubschmid, etc. | My Fair Lady                              |
| 19 | 8 mai        | Karin Hübner, Paul Hubschmid, etc. | My Fair Lady                              |
| 20 | 15 mai       | Karin Hübner, Paul Hubschmid, etc. | My Fair Lady                              |
| 21 | 22 mai       | Karin Hübner, Paul Hubschmid, etc. | My Fair Lady                              |
| 22 | 29 mai       | Karin Hübner, Paul Hubschmid, etc. | My Fair Lady                              |
| 23 | 5 juin       | Karin Hübner, Paul Hubschmid, etc. | My Fair Lady                              |
| 24 | 12 juin      | Karin Hübner, Paul Hubschmid, etc. | My Fair Lady                              |
| 25 | 19 juin      | Karin Hübner, Paul Hubschmid, etc. | My Fair Lady                              |
| 26 | 26 juin      | Karin Hübner, Paul Hubschmid, etc. | My Fair Lady                              |
| 27 | 3 juillet    | The Rolling Stones                 | The Rolling Stones No. 2                  |
| 28 | 10 juillet   | The Rolling Stones                 | The Rolling Stones No. 2                  |
| 29 | 17 juillet   | The Rolling Stones                 | The Rolling Stones No. 2                  |
| 30 | 24 juillet   | The Rolling Stones                 | The Rolling Stones No. 2                  |
| 31 | 31 juillet   | Karin Hübner, Paul Hubschmid, etc. | My Fair Lady                              |
| 32 | 7 août       | Karin Hübner, Paul Hubschmid, etc. | My Fair Lady                              |
| 33 | 14 août      | Karin Hübner, Paul Hubschmid, etc. | My Fair Lady                              |
| 34 | 21 août      | Karin Hübner, Paul Hubschmid, etc. | My Fair Lady                              |
| 35 | 28 août      | Karin Hübner, Paul Hubschmid, etc. | My Fair Lady                              |
| 36 | 4 septembre  | The Beatles                        | Help!                                     |
| 37 | 11 septembre | The Beatles                        | Help!                                     |
| 38 | 18 septembre | The Beatles                        | Help!                                     |
| 39 | 25 septembre | The Beatles                        | Help!                                     |
| 40 | 2 octobre    | The Beatles                        | Help!                                     |
| 41 | 9 octobre    | The Beatles                        | Help!                                     |
| 42 | 16 octobre   | The Beatles                        | Help!                                     |
| 43 | 23 octobre   | The Beatles                        | Help!                                     |
| 44 | 30 octobre   | Esther & Abi Ofarim                | Neue Songs der Welt                       |
| 45 | 6 novembre   | Esther & Abi Ofarim                | Neue Songs der Welt                       |
| 46 | 13 novembre  | Esther & Abi Ofarim                | Neue Songs der Welt                       |
| 47 | 20 novembre  | Esther & Abi Ofarim                | Neue Songs der Welt                       |
| 48 | 27 novembre  | Esther & Abi Ofarim                | Neue Songs der Welt                       |
| 49 | 4 décembre   | Esther & Abi Ofarim                | Neue Songs der Welt                       |
| 50 | 11 décembre  | Esther & Abi Ofarim                | Neue Songs der Welt                       |
| 51 | 18 décembre  | Esther & Abi Ofarim                | Neue Songs der Welt                       |
| 52 | 25 décembre  | The Rolling Stones                 | Bravo Rolling Stones (Hör Zu)             |